# Leila J. Rupp
 (novembre 2017).
Leila J. Rupp (née en 1950) est une historienne, féministe et professeur d'études féministes à l'université de Californie à Santa Barbara.

## Biographie
Elle est ancienne élève du Bryn Mawr College, membre des universités pour femmes des Sept Sœurs où elle a reçu son diplôme de baccalauréat en 1972 ainsi qu'un Ph.D. en 1976, tous deux en histoire. Ses domaines d'intérêt comprennent les mouvements de femmes, la sexualité et l'homosexualité ainsi que l'histoire des femmes.
Elle a été rédactrice en chef du Journal of Women's History de 1996 à 2004,.
Son ouvrage Understanding and Teaching US Lesbian, Gay, Bisexual, and Transgender History remporte le prix Lambda Literary de l'essai 2016.
Ouvertement lesbienne, sa partenaire est Verta Taylor avec laquelle elle a écrit plusieurs ouvrages.

## Publications
- Leila J. Rupp, Mobilizing Women for War: German and American Propaganda, 1939-1945 (Princeton: Princeton University Press, 1978)
  - Extraits réédités dans Perspectives on the American Past (Lexington, MA: D.C. Heath, forthcoming).
- Leila J. Rupp et Verta Taylor, Survival in the Doldrums: The American Women's Rights Movement, 1945 to the 1960s (New York: Oxford University Press, 1987; Columbus: Ohio State University Press [paperback edition], 1990)
- Leila J. Rupp,Worlds of Women: The Making of an International Women's Movement (Princeton: Princeton University Press, 1997)
- Vytou_ená minulost [Czech translation, by Vera Sokolová] (Prague: One Woman Press, 2001)
- Leila J. Rupp, A Desired Past: A Short History of Same-Sex Love in America (Chicago: University of Chicago Press, 1999, paperback 2002)
- Leila J. Rupp et Verta Taylor, Drag Queens at the 801 Cabaret (Chicago: University of Chicago Press, 2003). xiii, 256 p. : ill. 24 cm.  (ISBN 978-0-226-73158-2)
- Leila J. Rupp, Sapphistries: A Global History of Love Between Women (New York: New York University Press, 2009).
- Leila J. Rupp, Transnational Women's Movements, European History Online, Mainz Institut Leibnitz d'histoire européenne (en) 2011, consulté le 22 juin 2011.
- Leila J. Rupp et Susan K. Freeman, Understanding and Teaching US Lesbian, Gay, Bisexual, and Transgender History (2015)